# Година, Елена Михайловна
Елена Михайловна Година (17 сентября 1977, Свердловск) — российская волейболистка,  серебряный призёр Олимпийских игр в Сиднее 2000, чемпионка мира 2006, 3-кратная чемпионка Европы, 10-кратная чемпионка России. Заслуженный мастер спорта России.

## Биография
Волейболом Елена Година начала заниматься в 1984 году в СДЮСШОР «Уралочка» под руководством тренера Ю. Н. Филимонова. На протяжении 7 лет выступала за екатеринбургскую «Уралочку», в составе которой 7 раз становилась чемпионкой России. В 1997—1999, 2001—2004, 2005—2006 играла в зарубежных клубах (в 1997—1999 — параллельно с выступлениями за «Уралочку»), а в 2004—2011 (с годичным перерывом) — в московском «Динамо», с которым ещё трижды выигрывала чемпионаты России. В октябре 2011 завершила карьеру игрока и перешла на работу советником генерального директора ЖВК «Динамо» (Москва).
В 1995 году дебютировала в национальной сборной России во время товарищеских игр со сборной Японии. В 1995—2002 неизменно выступала за главную команду страны, от которой в 2002 была отлучена в связи с возложенной ВФВ дисквалификацией, наложенной как наказание за заявление спортсменки о приведении контрактных обязательств с «Уралочкой» в соответствие с законодательством РФ. Для продолжения клубной карьеры международной федерацией волейбола FIVB Годиной был выдан международный трансфер, в России спортсменке выступать было запрещено руководством «Уралочки». В январе 2004 года спортивный арбитражный суд при Олимпийском комитете РФ дело № 3A/03 от 26 декабря 2003 снял дисквалификацию, но решение суда не было исполнено. Поэтому участие Годиной в Олимпийских играх в Афинах в 2004 году не состоялось. В 2005—2008 вновь выступала за сборную России при итальянском тренере Джованни Капраре. В составе национальной команды трижды участвовала в Олимпийских играх (серебряные медали в 2000), трижды в чемпионатах мира («золото» в 2006 и «бронза» в 1998 и 2002), 6 раз в чемпионатах Европы (три «золота») и в других официальных турнирах.

## Общественная деятельность
В апреле 2024 года Елена Година написала публичный донос на волейболисток калининградского «Локомотива» после того, как «Локомотив» обыграл «Динамо» в полуфинале чемпионата России, обвинив их в пропаганде ЛГБТ. По словам Годиной, спортсменки неподобающе праздновали победу: якобы целовались в губы и делали «прочие мерзости». Свой донос Година аргументировала российским вторжением на Украину.

## Игровая карьера
- 1994—2001 —  «Уралочка» (Екатеринбург);
- 1997—1998 —  «Дубровник»;
- 1998—1999 —  «НЭК Ред Рокетс» (Кавасаки);
- 2001—2002 —  «Эджзаджибаши» (Стамбул);
- 2003—2004 —  «Тенерифе Маричаль» (Ла-Лагуна);
- 2004—2005 —  «Динамо» (Москва)
- 2005—2006 —  «Кьери»
- 2006—2011 —  «Динамо» (Москва)

## Достижения

### С клубами
- 10-кратная чемпионка России — 1995—2001, 2006, 2007, 2009;
  - 4-кратный серебряный призёр чемпионатов России — 2005, 2008, 2010, 2011.
- победитель розыгрыша Кубка России 2009.
- чемпионка Хорватии 1998.
- чемпионка Турции 2002.
- чемпионка Испании 2004.
- серебряный призёр чемпионата Японии 1999.
- 3-кратный победитель Кубка европейских чемпионов и Лиги чемпионов ЕКВ — 1995, 1998, 2004;
  - 5-кратный серебряный призёр Кубка европейских чемпионов и Лиги чемпионов ЕКВ — 1996, 1997, 2000, 2007, 2009;
  - бронзовый призёр Лиги чемпионов ЕКВ 2001.
- серебряный призёр Кубка ЕКВ 2006.

### Со сборными
- серебряный призёр Олимпийских игр 2000;
  - участница Олимпийских игр 1996 и 2008.
- чемпионка мира 2006;
  - двукратный бронзовый призёр чемпионатов мира — 1998, 2002.
- серебряный призёр Кубка мира 1999.
- победитель (1997) и серебряный призёр (2001) Всемирного Кубка чемпионов.
- трёхкратный победитель (1997, 1999, 2002) и 5-кратный призёр Гран-При.
- трёхкратная чемпионка Европы — 1997, 1999, 2001;
  - трёхкратный бронзовый призёр чемпионатов Европы — 1995, 2005, 2007
- чемпионка мира среди молодёжных команд 1993;
  - бронзовый призёр чемпионата мира среди молодёжных команд 1995.
- чемпионка Европы среди молодёжных команд 1994.

### Индивидуальные
- лучшая нападающая Кубка европейских чемпионов — 1996, 1997, 1998;
- лучший игрок Европы 1997;
- самая результативная Гран-при 1998;
- лучшая блокирующая Гран-при 1999;
- лучшая подающая Олимпийских игр 2000;
- MVP «Финала четырёх» Лиги чемпионов 2004;
- лучшая нападающая чемпионата Европы 2005;
- лучшая подающая чемпионата мира 2006.

## Награды и звания
- Заслуженный мастер спорта России (2000).
- Орден Дружбы (19 апреля 2001) — за большой вклад в развитие физической культуры и спорта, высокие спортивные достижения на Играх XXVII Олимпиады 2000 года в Сиднее[3]
- Орден Почёта (8 апреля 2009) — за заслуги в развитии физической культуры и спорта и многолетнюю добросовестную работу[4]
- Медаль ордена «За заслуги перед Отечеством» II степени (17 июля 2025) — за заслуги в развитии физической культуры и спорта, многолетнюю добросовестную работу[5].
- Медаль «Патриот России»
- Медаль «Почетный Динамовец»

## Источник
- Волейбол: Энциклопедия /Сост. В. Л. Свиридов, О. С. Чехов. — Томск: Компания «Янсон», 2001.